# جون ر. بيل الرابع
جون ر. بيل الرابع هو سياسي أمريكي، ولد في 18 مايو 1979 في مونت أوليف في الولايات المتحدة. نشط حزبياً في الحزب الجمهوري. وقد انتخب عضو مجلس نواب كارولينا الشمالية ‏.